# BMW 315/1
BMW 315/1 – wersja sportowa samochodu osobowego BMW 315 o nadwoziu typu roadster. Samochód produkowany był w latach 1934–1935 przez Bayerische Motoren-Werke AG, a łączna produkcja tego samochodu osiągnęła nakład 230 egzemplarzy.

## Dane techniczne

### Silnik
- R6 1,5 l (1490 cm³), 2 zawory na cylinder, OHV
- Układ zasilania: trzy gaźniki poziome Solex 26 BFRH
- Średnica × skok tłoka: 58,00 mm × 94,00 mm
- Moc maksymalna: 40 KM (29 kW) przy 4300 obr./min[1]

### Podwozie
- Rama drabinkowa, podłużnice z rur stalowych, 4 poprzeczki skrzynkowe
- Zawieszenie przednie: wahacze poprzeczne na dole, resor poprzeczny na górze
- Zawieszenie tylne: most pędny sztywny z resorami półeliptycznymi

### Osiągi
- Prędkość maksymalna: 130 km/h